# Santa Coloma de Gramenet
Santa Coloma de Gramenet (Gramenet del Besòs) − miasto w Hiszpanii, w Katalonii, w powiecie Barcelonès. Należy do obszaru metropolitalnego Barcelony.
W 2022 liczyło 117 981 mieszkańców.

## Sport
Działa tutaj klub piłki nożnej, UDA Gramenet, grający obecnie w lidze Tercera División, będącej czwartym poziomem ligowych rozgrywek piłkarskich w Hiszpanii.